# Чест
Честта е идея за връзката между индивида и обществото като качество на човек, който е едновременно социалното преподаван и основан на личния етос, като се проявява като Кодекс за поведение и има различни елементи като доблест, рицарство, честност и състрадание. Честта е абстрактно понятие, което предполага възприемано качество на достойнство и уважение, което засяга както социалното положение, така и самооценката на индивид или институция като семейство, училище, полк или нация. Съответно, на индивидите (или институциите) се приписва стойност, основани на хармонията на техните действия с конкретен Кодекс на честта и моралния кодекс на обществото като цяло

## Същност на концепцията
Самюел Джонсън, в своя речник на английския език (1755 г.), определя честта като няколко сетива, първото от които е „благородство на душата, великодушие и презрение към подлостта“. Този вид чест произтича от възприетото добродетелно поведение и лична неприкосновеност на лицето. От друга страна, Джонсън също определи честта във връзка с „репутацията“ и „славата“; „привилегии от ранг или раждане“ и като „уважение“ от вида, който „поставя индивида социално и определя неговото право на предимство“. Този вид чест често не е функция на морално или етично съвършенство, тъй като е следствие от властта.
И накрая, по отношение на сексуалността, честта традиционно се свързва с „целомъдрие“ или „девственост“, или в случай на женени мъже и жени – „вярност“.
Някои твърдят, че честта трябва да се разглежда повече като реторика или набор от възможни действия, отколкото като код.